# Carinotetraodon salivator
Carinotetraodon salivator es una especie de peces de la familia Tetraodontidae en el orden de los Tetraodontiformes.

## Morfología
- Los machos pueden llegar alcanzar los 4 cm de longitud total.[1]

## Hábitat
Es un pez de agua dulce y de clima tropical que vive entre 1-2 m de profundidad

## Distribución geográfica
Se encuentran en Asia: Sarawak (Malasia ).

## Observaciones
Es inofensivo para los humanos.